# یروخان

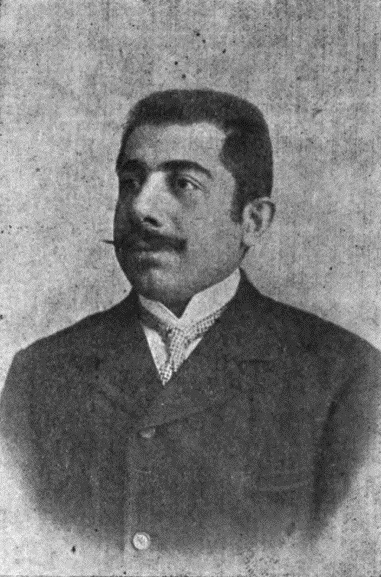

یرواند بوغوسی سرماکشخانلیان (ارمنی: Երվանդ Պողոսի Սրմաքեշխանլյան) با نام ادبی یِروخان (ارمنی: Երուխան؛ ۱۸۷۰ – ۱۹۱۵) یک نویسنده ارمنی در اواخر سده ۱۹ و اوایل سده ۲۰ میلادی بود.

## زندگی‌نامه
یروخان در سال ۱۸۷۰ میلادی در شهر کنستانتینوپل به دنیا آمد. تحصیلات ابتدایی را در مؤسسه نرسسیان کسب نمود. وی در سال ۱۸۹۰ به هیئت تحریریه روزنامه آرئولک پیوست. در سال ۱۸۹۶ در جریان کشتار حمیدیه به همراه تعدادی از اندیشمندان ارمنی از کشور گریخت. وی در بلغارستان اقامت گزید جایی که وی برای روزنامه «شاویغ» مطالب می‌نوشت. در سال ۱۹۰۴ وی به مصر نقل مکان نمود و تدریس و انتشار داستاهای کوتاه و رمان‌هایش در مطبوعات دوره‌ای ارمنی‌زبان را ادامه داد. برای تدریس در یک مدرسه ارمنی در نزدیکی Mezre در خارپرت اسکان گزید. در جریان نسل‌کشی ارمنی‌ها وی وخانواده‌اش توسط حکومت ترکان جوان عثمانی دستگیر، شکنجه و کشته شد.